# (861) Аида
(861) Аида (лат. Aïda) — астероид главного пояса астероидов, принадлежащий к спектральному классу С. Астероид был открыт 22 января 1917 года немецким астрономом Максимилианом Вольфом в Гейдельбергской обсерватории на юго-западе Германии и назван в честь итальянской оперы Аида.

## Орбита и классификация
Аида — достаточно тёмный астероид, относящийся к спектральному классу С, который вращается вокруг Солнца во внешней части главного пояса астероидов на расстоянии 2,8—3,5 а. е. с периодом в 5 лет и 7 месяцев (2030 дней). Его орбита имеет эксцентриситет 0,10 и наклон 8° по отношению к эклиптике. Аида была впервые идентифицирована как объект A906 BG в Гейдельбергской обсерватории в 1906 году, за 11 лет до официального наблюдения.

## Физические характеристики
В мае 2002 года из фотометрических наблюдений французского астронома-любителя Лоранома Бернаскони была получена кривая блеска, с помощью которой был чётко определён период вращения 10,95 часа.
По данным исследований, проведённых с помощью инфракрасного спутника IRAS и WISE, Аида имеет размер между 62,24 и 66,85 километров в диаметре, а его поверхность имеет альбедо между 0,0571 и 0,7.

## Название
Эта малая планета была названа в честь Аиды, знаменитой итальянской оперы в четырёх действиях композитора Джузеппе Верди.